# Пйонтково (Хелмінський повіт)
Пйонтково (пол. Piątkowo, нім. Piontkowo) — село в Польщі, у гміні Лісево Хелмінського повіту Куявсько-Поморського воєводства.
Населення — 111 осіб (2011).
У 1975-1998 роках село належало до Торунського воєводства.

## Демографія
Демографічна структура станом на 31 березня 2011 року:
|          | Загалом | Допрацездатний вік | Працездатний вік | Постпрацездатний вік |
| -------- | ------- | ------------------ | ---------------- | -------------------- |
| Чоловіки | 62      | 15                 | 39               | 8                    |
| Жінки    | 49      | 10                 | 27               | 12                   |
| Разом    | 111     | 25                 | 66               | 20                   |